# Circus of Heaven
A Circus of Heaven egy dal a Yes 1978-as Tormato című nagylemezéről. Az eredeti kiadás nyolc száma közül a negyedik legrövidebb, de általánosan elmondható az albumról, hogy a kompozíciók jelentősen lerövidültek a korábbi, nagyobb sikerű albumokhoz, például a Close to the Edge-hez vagy a Tales from Topographic Oceans-höz képest.
A szám érdekessége, hogy Jon Anderson fia, Damion is hallható benne, a szám végén mond el egy rövid szöveget.

## Egy koncertlemez címadójaként
Egy nem hivatalos, Japánban kiadott dupla koncertlemez is viseli ezt a címet: az 1979. április 18-án a kanadai Quebec Colissee koncerthelyiségében megtartott előadás hanganyaga van rögzítve. A koncerten a Tormato-n is zenélő tagok játszanak. A lemezt 15 évvel később 1994-ben adták ki. A borítón a Circus of Heaven szavak mellett Roger Dean Yes-logója és egy rá jellemző tájkép és a Yesshows borítójáról a madár látható, míg a hátoldalon egy koncertfotó (bár úgy tűnik, mintha Patrick Moraz állna a billentyűs hangszerek mögött) van számlistával és forrásokkal.
Számok listája:

### CD 1
1. Nyitány (1:20)
2. Siberian Khatru (9:34)
3. Heart of the Sunrise (11:44)
4. Future Times/Rejoice (6:49)
5. Circus of Heaven (5:57)
6. Medley[2] (25:58)
  - Time and a Word
  - Long Distance Runaround
  - The Fish/Survival
  - Perpetual Change
  - Gates of Delirium
7. Don't Kill the Whale (4:40)
8. Clap (4:59)

### CD 2
1. Starship Trooper (11:56)
2. On the Silent Wings of Freedom (8:21)
3. Rick Wakeman szóló (6:11)
4. Awaken (16:43)
5. Tour Song (2:54)
6. I've Seen All Good People (9:50)*
7. Roundabout (10:19)

- a taps idejét is tartalmazza

## Közreműködő zenészek
- Jon Anderson – ének, ritmushangszerek
- Chris Squire – basszusgitár, basszuspedálok, vokál
- Steve Howe – gitár, vachalia, vokál
- Rick Wakeman – zongora, orgona, moog, szintetizátor
- Alan White – dob, ritmushangszerek, vokál
- Damion Anderson - vokál

## Egyéb kiadványokon
- The Word Is Live
- Live In Philadelphia